# Felix Jurga
Felix Jurga (Lebensdaten unbekannt) war ein deutscher Fußballspieler.

## Karriere
Jurga gehörte dem Berliner TuFC Union 92 an, für den er in der Saison 1901/02 zunächst in der Gruppe 1, in einer von zwei Gruppen mit jeweils sechs Mannschaften, in der vom Verband Berliner Ballspielvereine durchgeführten Berliner Meisterschaft zum Einsatz kam. Von 1902 bis 1906 spielte er dann in einer acht Mannschaften umfassenden Liga. Nach zuvor drei dritten Plätzen, belegte er mit seiner Mannschaft am Saisonende 1904/05 den ersten Platz und gewann somit auch die Berliner Meisterschaft, die zur Teilnahme an die Endrunde um die Deutsche Meisterschaft berechtigte. Er bestritt sowohl das am 14. Mai 1905 in Magdeburg mit 4:1 gegen den FuCC Eintracht 1895 Braunschweig gewonnene Viertelfinale als auch das am 4. Juni 1905 in Leipzig mit 5:2 gegen den Dresdner SC gewonnene Halbfinale. Auch im Finale am 11. Juni in Köln wirkte er als Mittelfeldspieler mit, als seine Mannschaft die des Karlsruher FV durch Tore von Alfred Wagenseil und Paul Herzog mit 2:0 besiegte. In der Folgesaison nahm seine Mannschaft als Titelverteidiger erneut an der Endrunde um die Deutsche Meisterschaft teil; in dieser bestritt er das am 29. April 1906 in Altona mit 3:1 gewonnene Viertelfinalspiel beim FC Victoria Hamburg und das am 20. Mai 1906 in Braunschweig mit 0:4 verlorene Halbfinalspiel gegen den 1. FC Pforzheim.

## Erfolge
- Deutscher Meister 1905
- Berliner Meister 1905